# Smäcken
Smäcken är ett kommunalt naturreservat i Borlänge kommun i Dalarnas län.
Området är naturskyddat sedan 2012 och är 30 hektar stort. Reservatet ligger inne i tätorten Borlänge och består av lummig lövskog, öppna marker samt källor och vattendrag.